# 中央インド

中央インドの地域図（古い地図で、その後中央上のウッタル・プラデーシュ州とウッタラーカンド州を追加）

インド政府内務省が定める六地域の内の東インド（中央北の薄緑色の地域）。

中央インド（ちゅうおうインド、英語: Central India）は、インド政府内務省が定めているインドの北・南・東・北東・中央・西インド、六地域の一つで、同国の中央にある地域を指す。

## 概要
中央インドは、インド内務省中央地域会議（Central Zonal Council）が域内の相互発展、協力を目的に定める地域で、マディヤ・プラデーシュ州、チャッティースガル州、ウッタル・プラデーシュ州、ウッタラーカンド州が属するとしている。言葉はおもにヒンディー語が使われている。
最大の都市は、マディヤ・プラデーシュ州インドールである。

## インドの六地域
インド内務省が定めるインドの六地域には、中央インドのほかに以下のものがある。
- 北インド
- 西インド
- 南インド
- 東インド
- 北東インド